# Pallars Sobirà
Il Pallars Sobirà è una delle 41 comarche della Catalogna, con una popolazione di 6.883 abitanti; suo capoluogo è Sort.
Amministrativamente fa parte della provincia di Lleida, che comprende 13 comarche.

## Lista dei comuni del Pallars Sobirà
| città               | superficie | popolazione | densità       |
| ------------------- | ---------- | ----------- | ------------- |
| Alins               | 183,19 km² | 248 ab.     | 1,35 ab./km²  |
| Alt Àneu            | 217,76 km² | 454 ab.     | 2,08 ab./km²  |
| Baix Pallars        | 129,41 km² | 380 ab.     | 2,94 ab./km²  |
| Espot               | 97,30 km²  | 374 ab.     | 3,84 ab./km²  |
| Esterri d'Àneu      | 8,50 km²   | 773 ab.     | 90,94 ab./km² |
| Esterri de Cardós   | 16,55 km²  | 70 ab.      | 40,23 ab./km² |
| Farrera             | 61,85 km²  | 105 ab.     | 1,70 ab./km²  |
| La Guingueta d'Àneu | 108,42 km² | 354 ab.     | 3,27 ab./km²  |
| Lladorre            | 146,98 km² | 224 ab.     | 1,52 ab./km²  |
| Llavorsí            | 68,51 km²  | 334 ab.     | 4,88 ab./km²  |
| Rialp               | 63,31 km²  | 631 ab.     | 9,97 ab./km²  |
| Soriguera           | 106,39 km² | 336 ab.     | 3,16 ab./km²  |
| Sort                | 105,10 km² | 1.851 ab.   | 20,1 ab./km²  |
| Tírvia              | 8,50 km²   | 124 ab.     | 14,59 ab./km² |
| Vall de Cardós      | 56,20 km²  | 363 ab.     | 6,46 ab./km²  |